# الویس پودهایسکی
الویس پودهایسکی (انگلیسی: Alois Podhajsky; ۲۴ فوریهٔ ۱۸۹۸ – ۲۳ مهٔ ۱۹۷۳) پرسنل نظامی، و نویسنده اهل اتریش بود.